# フルアジナゾラム
フルアジナゾラム（英：Fluadinazolam）は1973年に開発されたベンゾジアゼピン誘導体で、鎮静薬、抗不安薬としての作用を持つ]。医薬品として販売されていないベンゾジアゼピン系アジナゾラムの誘導体であり、同様にデザイナードラッグとして販売されている。